# Un kurabiyesi
L'un kurabiyesi (Kurabiye de farina en turc) és un tipus de kurabiye que es fa amb mantega, oli de gira-sol, sucre glas, midó de blat de moro, vainilla en pols i farina de blat. És originari de la Regió de l'Egeu de Turquia, especialment d'Esmirna.

## Besni kurabiyesi

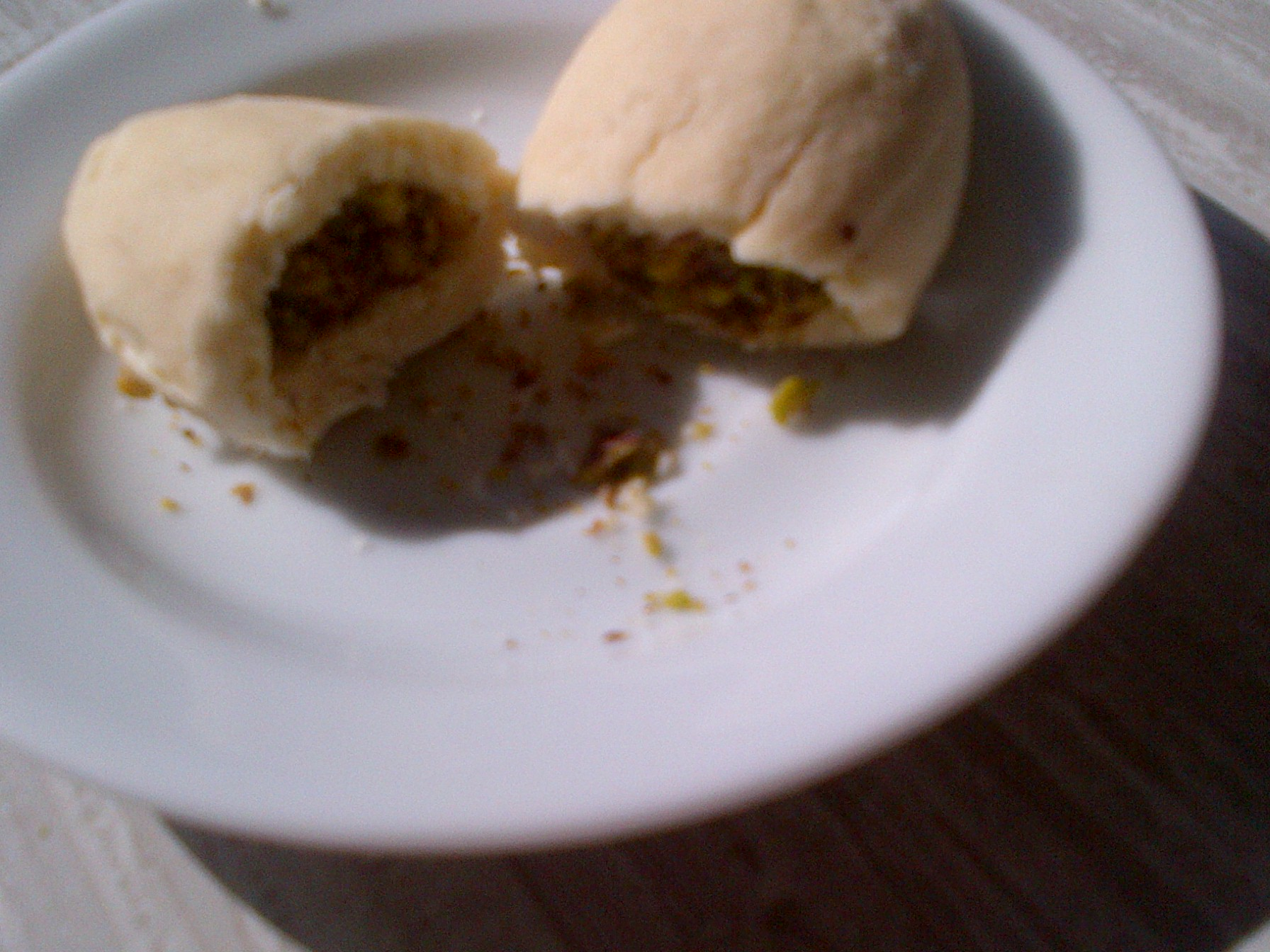
Besni kurabiyesi (detall).

Besni kurabiyesi o Fıstıklı un kurabiyesi és una varietat d'un kurabiyesi fet a Besni, Província d'Adıyaman. S'omple amb festucs.